# Fernão Rodrigues de Castelo Branco
Fernão Rodrigues de Castelo Branco (Coimbra, 1510- após 1568) foi um nobre, alto funcionário do Estado e proprietário colonial português. Foi almotaçé-mor do Reino, e um dos primeiros sesmeiros do recôncavo baiano, no Estado do Brasil, durante o governo de Mem de Sá Sottomayor.
Foi fidalgo da Casa d'el-Rei e do Desembargo do Paço; Governador da Índia interino, vedor da Fazenda Real e Ouvidor Geral das Partes da Índia.
Em 25 de Setembro de 1533, foi nomeado Desembargador dos Feitos da Fazenda, e Almotacé-mor do Reino em 19 de Dezembro de 1550.
Era casado com Beatriz Alves Rangel, pai de Simão Rangel de Castelo Branco e de Pedro Gomes Rangel.
Em 1559, pediu de sesmaria um território na região do recôncavo baiano, onde pretendia edificar o Engenho de Sergipe, mais tarde chamado de Engenho de Sergipe do Conde, por pertencer ao Conde de Linhares, e que posteriormente viria a pertencer à Companhia de Jesus.